# 小松屋百亀
小松屋 百亀（こまつや ひゃっき、享保5年〈1720年〉 - 寛政5年12月9日〈1794年1月10日〉）とは、江戸時代中期の戯作者、浮世絵師。

## 来歴
姓は小松、通称は三右衛門。小松軒、不知足山人（散人とも）、和気春画（わけのはるえ）、百亀と号す。大田南畝の著『奴凧』によれば元飯田町（現在の東京都千代田区富士見一丁目および九段北一丁目）に住み薬屋を営んでいた人物で、剃髪して百亀と名乗る。若い頃より春画を好み、西川祐信の描いた絵本や春画を集め、自らも春画を描いた。また落し噺の本も多く著し、中でも『聞上手』（安永2年〈1773年〉刊行）という本が大いにはやったという。便秘薬「文武丸」を売り出し、その効能書きの版下を南畝が書いたとも記す。
安永3年（1774年）3月には牛込光恵寺で催された「宝合」という会に、和気春画の名で参加している。『蜀山人判取帳』には百亀自筆の文と自画像が収められており、それには「天明三卯七ツの日」（天明3年〈1783年〉4月7日）という日付と「小松百亀六十四才書」の署名がある。絵については師系不明、明和の初め頃に絵暦の摺物を小松軒の名で手がける。鈴木春信らとともに多色の絵暦を製作したことにより、錦絵の誕生に多大な貢献をしている。享年74。墓所は小石川の善仁寺（または大雲寺とも）、戒名は萬暦院円資百亀居士。

## 作品
- 『艶道俗説辨』　風俗本　※「己丑」（明和6年）の序文あり
- 『古今枕大全』　艶本　※明和年間
- 『聞上手』　噺本　安永2年刊行
- 「酒呑童子」　中判　絵暦、明和2年
- 「朝鮮人乗馬の図」　中判　絵暦、明和2年
- 「桜花に雉」　中判　絵暦、明和2年
- 「遊女と禿」　中判　絵暦、明和3年
- 「楊貴妃」　中判　絵暦、明和3年
- 「大江山」　絵暦